# Libiąż Mały
Libiąż Mały – część miasta Libiąża (SIMC 0941056), w województwie małopolskim, w powiecie chrzanowskim. Do 1955 samodzielna wieś.
Leży w środkowej części miasta, nieco na zachód od właściwego centrum Libiąża. Libiąż Mały rozpościera się w widłach ulic Konopnickiej i Skłodowskiej-Curie/Armii Krajowej. Południową część Libiąża Małego przecina ulica Oświęcimska – główna arteria Libiąża.
Libiąż Mały stanowił do 1934 gminę jednostkową w powiecie chrzanowskim w województwie krakowskie, która 1 sierpnia 1934 weszła w skład nowo utworzonej zbiorowej gminy Libiąż Mały.
Podczas II wojny światowej włączone do III Rzeszy i przemianowany na Liebenz.
Po wojnie stanowił jedną z czterech gromad gminy Libiąż Mały (obok Moczydła, Libiąża Wielkiego i Żarek).
W związku z reformą znoszącą gminy jesienią 1954 roku, Libiąż Mały wszedł w skład gromady Libiąż Mały, wraz z Libiążem Wielkim i Moczydłem.
Gromadę Libiąż Mały zniesiono 1 stycznia 1956 w związku z nadaniem jej statusu osiedla, przez co Libiąż Mały (wraz z Libiążem Wielkim i Moczydłem) stał się integralną częścią osiedla o nazwie Libiąż Mały. 1 stycznia 1969 osiedlu Libiąż Mały nadano prawa miejskie i zmieniono jego nazwę na Libiąż, przez co Libiąż Mały stał się integralną częścią miasta Libiąż.